# Rijksbeschermd gezicht Vaals
Het rijksbeschermd gezicht Vaals is een van rijkswege beschermd dorpsgezicht in het dorp Vaals in de Nederlands-Limburgse gemeente Vaals.

## Beschrijving gebied
Het beschermde gebied bestaat uit enkele straten rondom het Von Clermontplein in de oude dorpskern van Vaals.
Het middeleeuwse dorp Vaals is ontstaan langs de oude weg van Maastricht naar Aken, waarvan het huidige Von Clermontplein, de Bergstraat en de Akenerstraat nog onderdelen zijn. Het beschermd dorpsgezicht heeft betrekking op de bebouwing aan deze vroegere hoofdstraten (plus de Tentstraat), die hun centrumfunctie verloren, nadat in 1825, ten noorden van de oude kern, de nieuwe straatweg Maastricht-Aken was voltooid, de huidige N278.
In het midden van de oude kern staat de toren van de middeleeuwse parochiekerk. Tegen de noordzijde hiervan is in 1671 de Nederlands-Hervormde kerk gebouwd, tegen de oostkant is in 1752 een nieuwe rooms-katholieke kerk opgetrokken, welke in 1968 is afgebroken. Achter de protestantse kerk bevindt zich de statige pastorie uit 1717, welk gebouw de hoogteverschillen in het terrein opvallend overbrugt. Dit hoogteverschil wordt eveneens gemarkeerd door een trappensteegje, dat van het hoekpand Bergstraat 6 (uit 1767) langs een vakwerkgevel (Tentstraat 7) naar het monumentale pand Tentstraat 9-11 stijgt. In noordwestelijke richting heeft de Bergstraat nog veel van het 18e-eeuwse karakter behouden en ditzelfde geldt voor de aanzet van de Koperstraat en een groot deel van de bebouwing aan het Von Clermontplein.
Aan dit plein staan enkele gebouwen, die herinneren aan de bloeitijd van Vaals in de 18e eeuw, toen veel Akense lutheranen hier hun toevlucht vonden en de lakenindustrie tot bloei kwam. De oostzijde van het plein wordt ingenomen door het Von Clermonthuis, een U-vormig, oorspronkelijk carrévormig patriciërshuis en zakenpand, dat de lakenfabrikant Johann Arnold von Clermont in 1761-65 naar ontwerp van de Akense architect Joseph Moretti liet bouwen. Het gebouw doet thans dienst als gemeentehuis. Ten westen van dit gebouw ligt het Huis Verves (Von Clermontplein 34-40), eertijds een lakenververij, thans een woningcomplex achter gepleisterde gevels met opmerkelijk elementen van de vroege neogotiek. De zuidzijde van het plein wordt geaccentueerd door een hoog huis met buitentrap (nrs. 4-6) en de centraalbouw van de lutherse kerk, die in 1737 door Johann Joseph Couven werd ingericht.

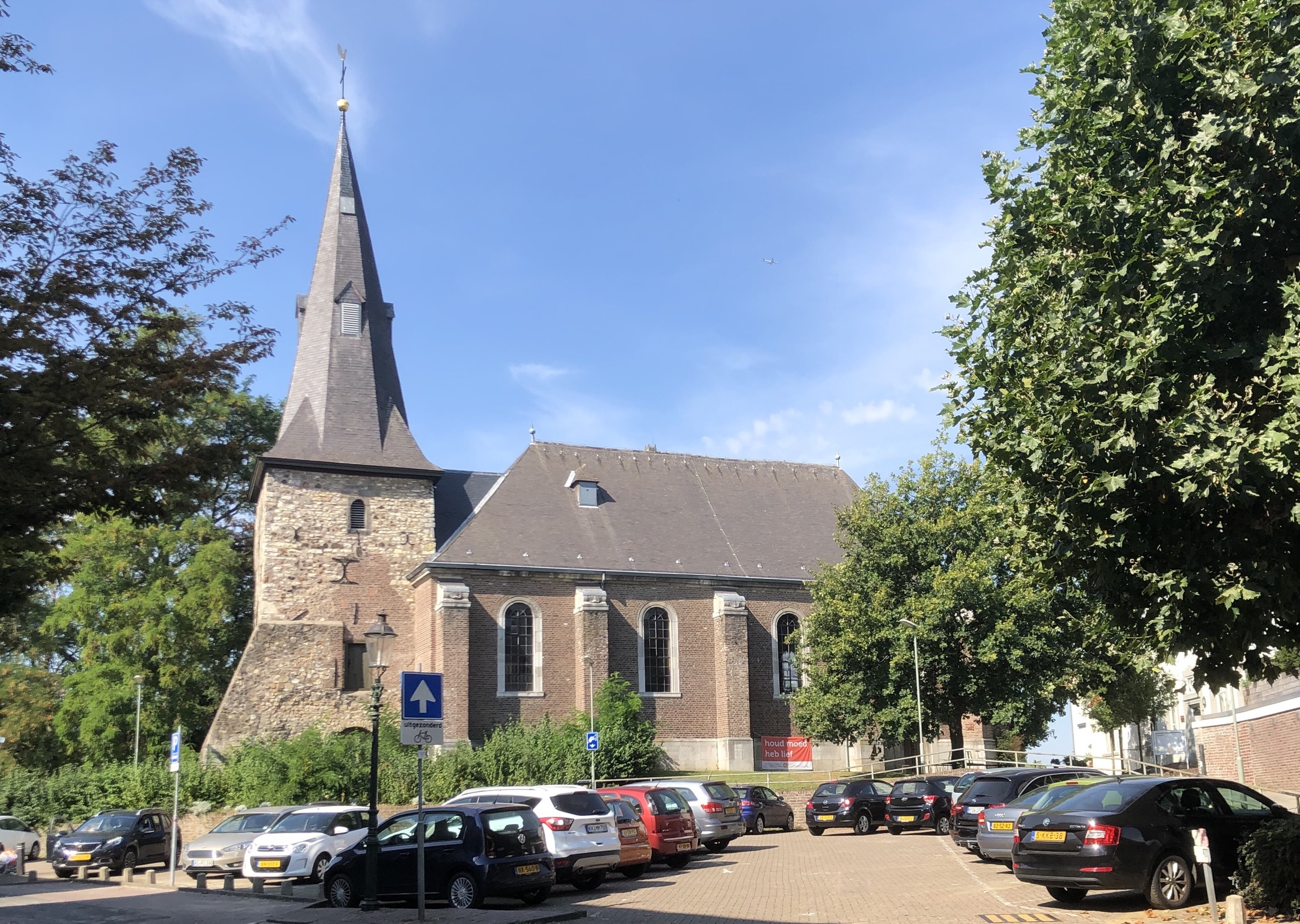
Hervormde kerk
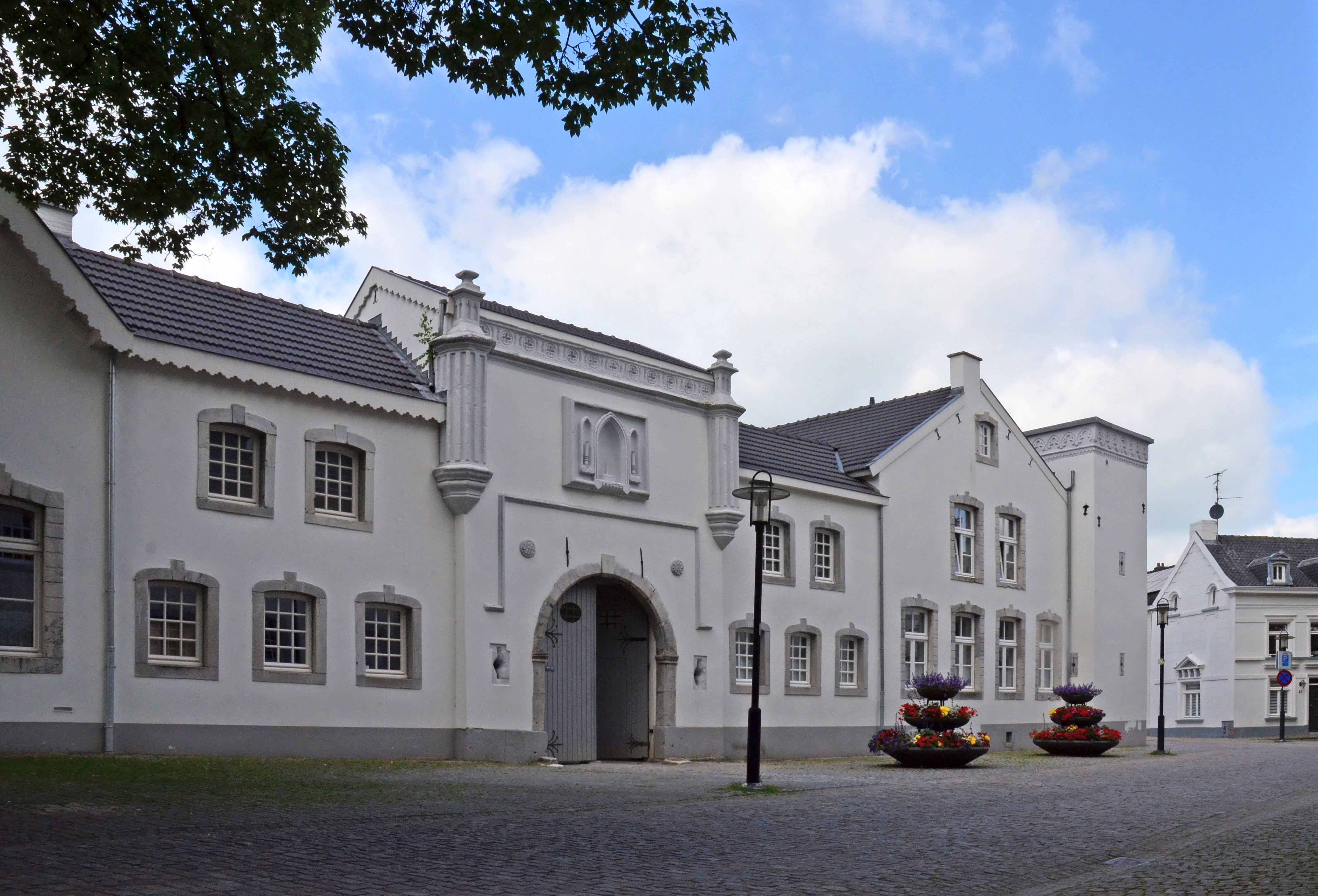
Von Clermontplein 34-40
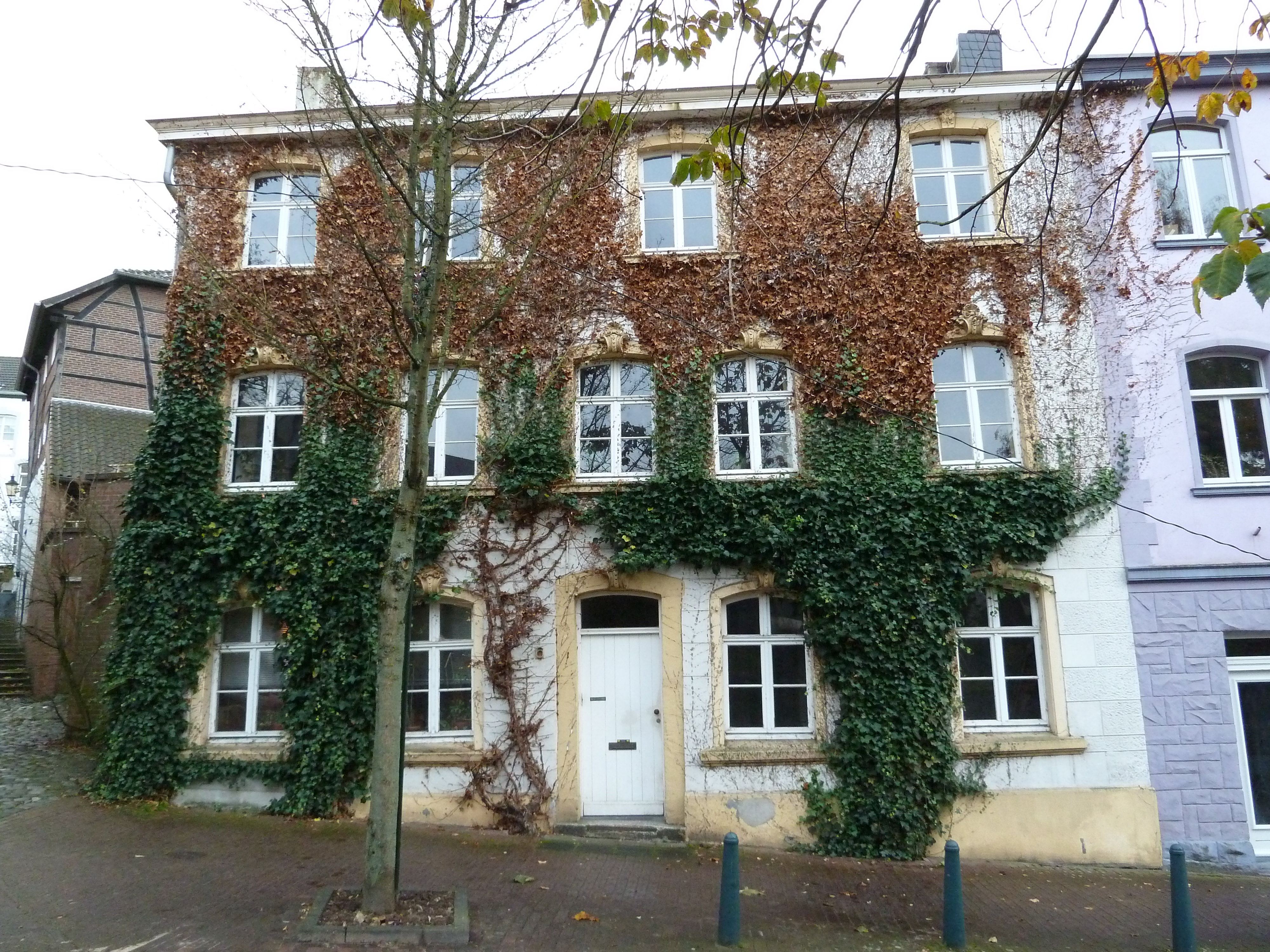
Bergstraat 6
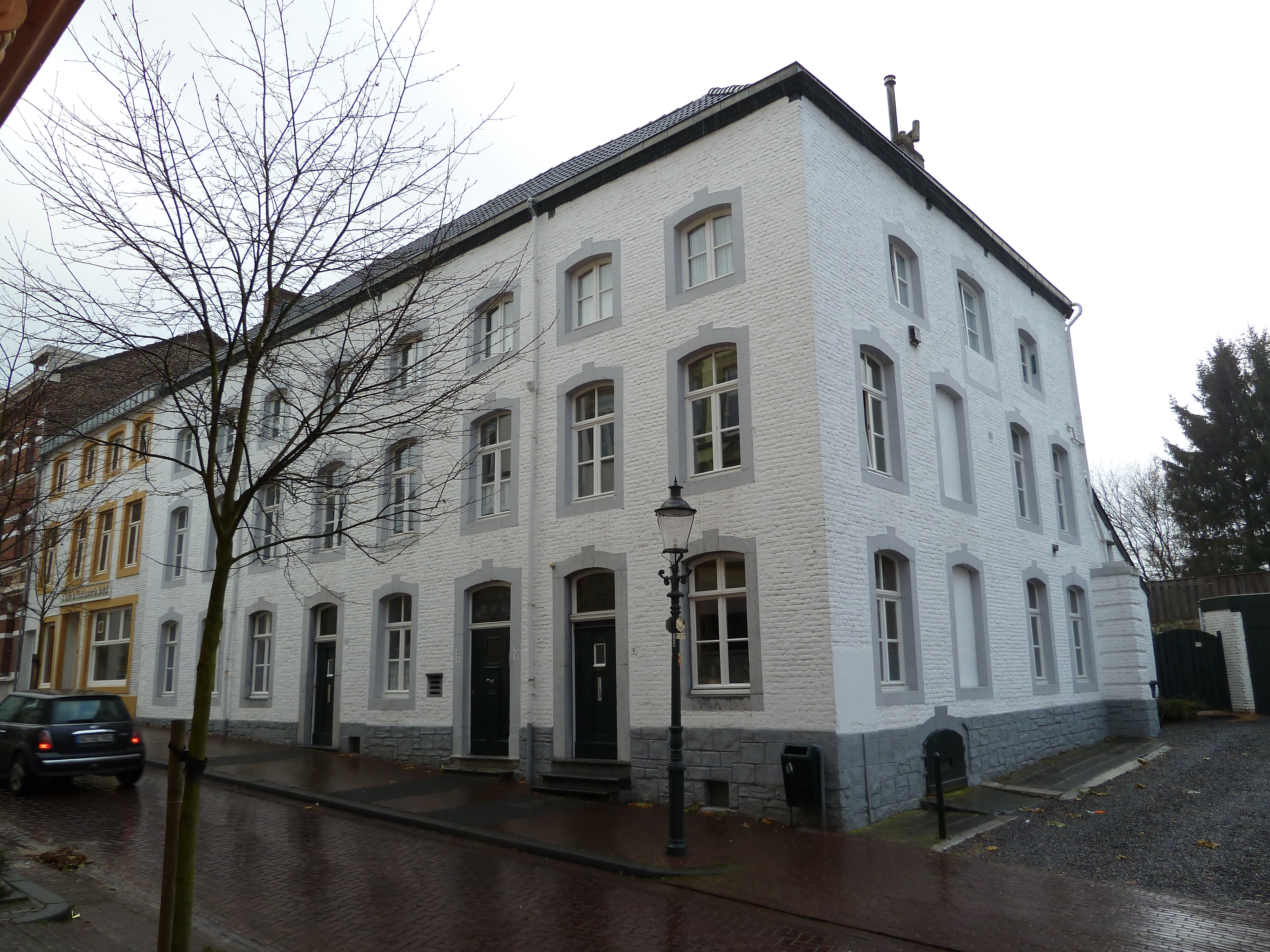
Tentstraat 9-13

## Aanwijzing tot rijksbeschermd gezicht
De procedure voor aanwijzing werd gestart op 17 mei 1967. Het gebied werd op 13 maart 1969 definitief aangewezen. Het beschermd gezicht beslaat een oppervlakte van 3,8 hectare. In 1993 werd het beschermd gebied uitgebreid met nog eens 13,9 ha, zodat het gehele beschermde gebied in de dorpskern van Vaals thans 17,7 ha omvat.
Panden die binnen een beschermd gezicht vallen krijgen niet automatisch de status van beschermd monument, alhoewel een twintigtal panden in het gebied rijksmonumenten zijn. Wel zal de gemeente het bestemmingsplan aanpassen om nieuwe ontwikkelingen in het gebied te reguleren. De gezichtsbescherming richt zich op de stedenbouwkundige en cultuurhistorische waardering van een gebied en wil het toekomstig functioneren daarvan veiligstellen.
Naast het rijksbeschermd gezicht Vaals, telt de gemeente Vaals nog vijf andere beschermde dorpsgezichten.